# خربزان بالا (مقاطعة دهلران)
خربزان بالا (بالفارسية: خربزان بالا) هي مستوطنة تقع في قسم سيدابراهيم الريفي (مقاطعة دهلران) في إيران. يقدر عدد سكانها بـ 151 نسمة .